# Rosh Pinah
Rosh Pinah – miasto w Namibii; w regionie !Karas; 2 835 mieszkańców (2011).